# تسمية باير

تسمية باير (بالإنجليزية: Bayer designation)‏ هي طريقة إعطاء أسماء للنجوم في الفلك وهي طريقة ابتكرها عالم الفلك يوهان باير في بداية القرن السابع عشر وقد ظهرت لأول مرة في أطلسه الفلكي المسمى أورنمتريا. تقترح طريقته في تأشير النجم بحرف صغير من احرف اللغة اليونانية وبعدة الاسم باللاتينية للمجموعة التي ينتمي إليها النجم. التسجيل الأول لباير أحتوى على 1564 نجم ومنذ ذلك الحين طرأ على التسجيل عدة تغييرات بعد تجدد الخرائط الفلكية ودخول وإضافة مجموعات جديدة والغاء مجموعات وتغيير حدود بين المجموعات وبذلك تمة مجموعات تلقت تأشير باير معين تلقت فيما بعد تأشير باير مختلف.

## طريقة التأشير
تعتمد طريقة باير بشكل أساسي في إعطاء الأسماء لنجوم المجموعات هي التدرج حسب أهميتها بنظام تنازلي بمعنى إذا كانα النجم الأكثر أهمية في المجموعة يكون β الثاني من حيث الأهمية وهكذا دواليك ومع انتهاء 24 حرف اليونانية يستخدم باير أحرف صغيرة من الأحرف اللاتينية وعند الضرورة استخدم أيضا حروف كبيرة من اللاتينية تأشير نجوم بأحرف لاتينية ظهر في المجموعات الكبيرة ذوات النجوم الكثيرة مثل العقرب والسفينة وأرقو Argo التي قسمت لأربع مجموعات ولكن معظم النجوم بقيت بحروفها القديمة حتى في المجموعات الجديدة في السنوات الأخيرة وبعد التقدم الهائل في مجال خرائط الفضاء اضيفت الأرقام إلى الاحرف. مع انه أهمية النجم في المجموعة تقاس في الغالب بسطوعه ووضوح رؤيته ولكن باير أحيانا فضل الترتيب حسب مكان النجم أو بحسب ترتيب وقت سطوعه في الافق مثلا منكب الجوزاءأقل سطوعا من β رجل الجبار لكنه يتموضع في مركز المجموعة ويسطع مبكرا وكاستور في التوأمين أقل سطوعا من فلوكس ولكنه يسطع قبله.

## علامات ثانوية
نجوم ثنائية أشرت بحرف واحد مع رقم أعلاها لذكر الفرق بينهما (مثلا، 1μ ו-2μ في العقرب), ولكن أحيانا أشرت بهذه الطريقة أيضا نجوم زوجية (مثلا 1α ו-2α في الصليب الجنوبي)أو حتى العديد من النجوم التي وجدت في نفس منطقة مجموعة معينة (مثلا 1π, 2π, 3π, 4π, 5π, ו-6π في الجبار). نجوم زوجية أو منظومة نجوم لأكثر من نجمين علمت بعلامات باير المتعارف عليها مع إضافة حرف لاتيني كبير لاظهار الفرق بينهما.(مثلا α في كنتور A ו-α في كنتور B).

## تغييرات في تسميات باير
طرأت بعض التغييرات على تسميات باير على ضوء معطيات ومعلومات جديدة ومع التغييرات حدثت تغييرات في مجموعات النجوم مما أدى إلى لتغييرات في أسماء النجوم حسب باير. مثلا تفكيك كوكبة السفينة لأربعة أجزاء أدت إلى أن تكون المجموعات القاعدة والشراع والكوثل متقاسمة بينها الأحرف حسب التسمية الأصلية للنجوم ولذلك يظهر كل حرف في واحدة من المجموعات
تغيير الحدود بين الثور وممسك الأعنةغيروا اسم النجمγ في ممسك الأعنة إلى β في الثور وبشكل مشابه تحول δ في الفرس الأعظم إلى α في المرأة المسلسلة.كذلك ثمة حالات أنه على الرغم من تغيير الحدود تم الحفاظ على أسماء النجوم بدون تغيير مثلا النجم10 في الدب الأكبر يتواجد عمليا بمكان تابع لمجموعة الوشق في حين أن النجم41 في الوشق يتواجد في مجموعة الدب الأكبر